# クラウス＝ユルゲン・グリュンケ
クラウス＝ユルゲン・グリュンケ（Klaus-Jürgen Grünke、1951年3月30日 - ）は、ドイツ（旧東ドイツ）、バット・ラウフシュタット出身の元自転車競技（トラックレース）選手

## 来歴
1970年
- 東ドイツ選手権 1kmタイムトライアル(1kmTT) 優勝

1971年
- 東ドイツ選手権
  - 1kmTT 優勝
  - 団体追い抜き 優勝

1972年
- 東ドイツ選手権 タンデム　優勝

1973年
- 東ドイツ選手権　タンデム　優勝

1974年
- トラックレース世界選手権　1kmTT 2位
- 東ドイツ選手権
  - 1kmTT 優勝
  - 団体追い抜き 優勝

1975年
- トラックレース世界選手権　
  -  1kmTT 優勝
  - 団体追い抜き 3位

1976年
- モントリオールオリンピック
  -  1kmTT　優勝